# 이나와시로호
이나와시로호(일본어: 猪苗代湖 이나와시로코[*])는 후쿠시마현 아이즈와카마쓰시, 고리야마시, 야마군 이나와시로정에 걸쳐 있는 호수로 일본에서는 4번째로 큰 호수이다. 덴쿄호(天鏡湖)라는 다른 이름도 가지고 있다. 아가노강수계에 속해 1급하천으로 지정되었다.

## 지리
후쿠시마현 거의 중앙에 위치해 있다. 면적은 비와호, 가스미가우라호, 사로마호에 이어 4번째로 큰 면적을 자랑하고, 후쿠시마 현내에서는 가장 넓다. 또, 호면이 높이 514m에 위치해 있어 높은 위치에 있는 호수이기도 하다. 현재 반다이아사히 국립공원에 속해있다.

## 수질
강산성의 지하수와 강산성의 원천이 나가세강을 통해 유입되기 때문에 호수는 산성을 나타낸다. 또, 철 이온과 알루미늄 이온의 농도가 높아 산성의 유입수와 중화되는 과정에서 유기물과 인이 흡착 결합해 침전하기 때문에 수중의 유기물 양을 나타내는 척도인 COD는 2004년 현재 0.5mg/L로 일본에서 가장 낮은 수치의 호수이며 4년연속 일본의 호소 중 가장 수질이 좋은 호수이기도 하다.
그러나, 근년 유입하는 산성수의 양과 양의 변화, 생활배수와 산업·농업배수의 유입 등의 원인이 되어 호수가 중성화되는 경향이 있어 계속 중성화가 진행되면, 유기물을 침전시킬 수 있는 여력이 떨어져 호수 밑바닥에 심전되어있던 물질이 용출되어 수질이 나빠질 우려가 있다.
2002년 후쿠시마현에서는 이나와시로호 및 우라반다이 지역(裏磐梯地域) 호소군의 수환경 악화를 미연에 방치하고자,《후쿠시마현 이나와시로호 및 우라반다이 호소군의 수환경 보전에 관한 조례》를 제정했다.

## 서지
- Takeda, Toru; Hishinuma, Tomio; Kamieda, Kinuyo; Dale, Leigh; Oguma, Chiyoichi (1988년 8월 10일), 《Hello! Fukushima - International Exchange Guide Book》 1988판, Fukushima City: Fukushima Mimpo Press
- World Lake Database

## 같이 보기
- 노구치 히데요
- 반다이산